# Wilhelmsburg (Basse-Autriche)
Pour les articles homonymes, voir Wilhelmsburg.
Wilhelmsburg est une commune autrichienne du district de Sankt Pölten-Land en Basse-Autriche.